# (19857) Amandajane
(19857) Amandajane (2000 UC11) – planetoida z pasa głównego asteroid okrążająca Słońce w ciągu 3,49 lat w średniej odległości 2,3 j.a. Odkryta 19 października 2000 roku.